# Kleszczów (gromada)
Kleszczów – dawna gromada, czyli najmniejsza jednostka podziału terytorialnego Polskiej Rzeczypospolitej Ludowej w latach 1954–1972.
Gromady, z gromadzkimi radami narodowymi (GRN) jako organami władzy najniższego stopnia na wsi, funkcjonowały od reformy reorganizującej administrację wiejską przeprowadzonej jesienią 1954 do momentu ich zniesienia z dniem 1 stycznia 1973, tym samym wypierając organizację gminną w latach 1954–1972.
Gromadę Kleszczów siedzibą GRN w Kleszczowie utworzono – jako jedną z 8759 gromad na obszarze Polski – w powiecie piotrkowskim w woj. łódzkim, na mocy uchwały nr 35/54 WRN w Łodzi z dnia 4 października 1954. W skład jednostki weszły obszary dotychczasowych gromad Antoniówka, Folwark, Kuców, Kleszczów, Łuszczanowice wieś, Łuszczanowice kolonia, Rogowiec, Stawek i Żłobnica ze zniesionej gminy Kleszczów w tymże powiecie. Dla gromady ustalono 27 członków gromadzkiej rady narodowej.
1 stycznia 1956 gromada weszła w skład nowo utworzonego powiatu bełchatowskiego w tymże województwie.
Gromada przetrwała do końca 1972 roku, czyli do kolejnej reformy gminnej. 1 stycznia 1973 – tym razem w powiecie bełchatowskim – reaktywowano gminę Kleszczów.